# Get Skintight
Get Skintight è il terzo album della rock band statunitense The Donnas, pubblicato nel 1999 dalla Lookout!.

## Tracce
Tutte le tracce sono state composte dal gruppo, eccetto dove indicato.
1. Skintight – 2:36
2. Hyperactive – 2:15
3. You Don't Wanna Call – 4:01
4. Hook It Up – 2:36
5. Doin' Donuts – 1:36
6. Searching the Streets – 2:58
7. Party Action – 2:22
8. I Didn't Like You Anyway – 3:57
9. Get Outta My Room – 2:21
10. Well Done – 2:35
11. Get You Alone – 2:21
12. Hot Boxin' – 2:31
13. Too Fast for Love (Sixx) – 3:29
14. Zero – 2:28

## Formazione
- Donna A. - voce
- Donna R. - chitarra, voce
- Donna F. - basso, voce
- Donna C. - batteria, percussioni

## Produzione
- Produttori: Jeff McDonald, Steve McDonald
- Ingegneri: Robert Shimp
- Missaggio: The Donnas, Robert Shimp
- Masterizzazione: John Golden
- Design del layout design: Chris Appelgren